# Chega de Saudade
«Chega de Saudade» (Basta de tristeza) es una canción con letra de Vinicius de Moraes y música de Antonio Carlos Jobim, lanzada a fines de los años '50. Es un clásico de la Bossa Nova y a menudo se la considera como la primera canción de éste género en ser grabada.

## Tema Musical
Chega de Saudade fue grabada por primera vez en abril de 1958, en la voz de Elizeth Cardoso, que se grabó con arreglos del maestro Antonio Carlos Jobim, Tom Jobim, acompañada también por la guitarra acústica de João Gilberto, el creador de la marcación rítmica de bossa nova. La versión de Elizeth fue lanzada en mayo de aquel mismo año en el álbum-proyecto Canção do Amor Demais por el sello Festa (LDV 6002), en el que por primera vez se escuchó aquello que recibiría el nombre de batida da bossa nova. Esta composición ha sido reconocida como el primer registro fonográfico del género bossa nova.
Algunos meses después la canción recibió nuevas versiones, primero por Os Cariocas, a través del sello Columbia y también por João Gilberto, en 78 rpm lanzado por la Odeón en julio que tenía, en el lado B, el tema Bim Bom, de autoría del cantante. El grupo Brasileño Angra presentó también la canción en su EP Freedom Call en el año 1996. Otra importante artista de la música brasileña en hacer una versión de esta canción fue Roberta Sá.